# Liste der Baudenkmale in Hamilton
Die Liste der Baudenkmale in Hamilton umfasst alle vom New Zealand Historic Places Trust (NZHPT) als „Historic Place“ oder „Historic Area“ eingestuften Baudenkmale und Flächendenkmale der neuseeländischen Ortschaft Hamilton. Die Angaben stammen aus dem Register des NZHPT. Die Bezeichnungen der Baudenkmale orientieren sich an diesem Register. In die Liste werden auch bekannte Wahi Tapu (Area), kulturell und religiös bedeutsame Stätten und Gebiete der Māori, aufgenommen. Sie werden jedoch meist nicht publiziert.

| Bild           | Bezeichnung                                                               | Ort      | Anschrift                                                                 | Beschreibung                                         | Bauzeit        | Eintrag            | Nummer | Kat. |
| -------------- | ------------------------------------------------------------------------- | -------- | ------------------------------------------------------------------------- | ---------------------------------------------------- | -------------- | ------------------ | ------ | ---- |
| weitere Bilder | Bank of New Zealand (Hamilton)                                            | Hamilton | Hood Street and Victoria Street Karte                                     | Bankfiliale, heute Restaurant                        | 1877–1878      | 19. März 1987      | 0768   | 1    |
| weitere Bilder | Beale Cottage                                                             | Hamilton | 11 Beale Street Karte                                                     | Wohnhaus                                             | 1872           | 19. März 1987      | 0769   | 1    |
| weitere Bilder | Victoria Bridge                                                           | Hamilton | Bridge Street Karte                                                       | Brücke                                               | 1908–1910      | 30. August 1990    | 0772   | 1    |
| weitere Bilder | Fairfield Bridge                                                          | Hamilton | Victoria Street und River Road Karte                                      | Brücke                                               | 1935–1937      | 30. August 1990    | 4161   | 1    |
| BW             | Greenslade House                                                          | Hamilton | 1 Wellington Street Karte                                                 | Wohnhaus                                             | 1912           | 21. September 1989 | 4163   | 1    |
| BW             | Frankton Junction Railway House Factory                                   | Hamilton | 2, 8, 8A, 8B, 8C, 8D, 8E Railside Place, Dinsdale Karte                   | ehemalige Fabrik für Eisenbahner-Wohnhäuser          | 1922           | 22. August 1991    | 4946   | 1    |
| BW             | Pauls Book Arcade (frühere)                                               | Hamilton | 211 Victoria Street Karte                                                 | Bücherladen                                          | 1910           | 30. Oktober 1998   | 7438   | 1    |
| BW             | Bankwood House                                                            | Hamilton | 660 River Road, Fairfield Karte                                           | Wohnhaus                                             | 1892           | 15. Dezember 2011  | 0771   | 2    |
| BW             | Hamilton Club                                                             | Hamilton | 21 Grantham Street Karte                                                  | Clubhaus                                             | n.a.           | 13. Dezember 1990  | 0773   | 2    |
| BW             | Militiaman Cottage (Former)                                               | Hamilton | 156 Nixon Street, Hamilton East Karte                                     | Wohnhaus                                             | n.a.           | 15. Dezember 2011  | 2700   | 2    |
| weitere Bilder | Lake House                                                                | Hamilton | 102 Lake Crescent Karte                                                   | Wohnhaus                                             | 1873           | 15. Dezember 2011  | 2701   | 2    |
| BW             | Kaiapoi House (Former)                                                    | Hamilton | 17 Hood Street Karte                                                      | Ladengeschäft                                        | 1896           | 30. Oktober 2009   | 2702   | 2    |
| BW             | Silverdale Homestead                                                      | Hamilton | 8 Sheridan Street, Silverdale Karte                                       | Wohnhaus                                             | n.a.           | 5. September 1985  | 4194   | 2    |
| BW             | Riverlea House                                                            | Hamilton | 10 Silva Crescent, Silverdale Karte                                       | Wohnhaus                                             | n.a.           | 5. September 1985  | 4195   | 2    |
| BW             | Hamilton East Police Station (Former)                                     | Hamilton | 160 Grey Street Karte                                                     | Polizeirevier                                        | n.a.           | 5. September 1985  | 4196   | 2    |
| BW             | House                                                                     | Hamilton | 32 Albert Street Karte                                                    | Wohnhaus                                             | n.a.           | 5. September 1985  | 4197   | 2    |
| BW             | Grandstand - Claudelands Showgrounds                                      | Hamilton | Heaphy Terrace Karte                                                      | Tribüne                                              | n.a.           | 5. September 1985  | 4198   | 2    |
| BW             | NZ Co-operative Dairy Company Office Building                             | Hamilton | 661 Victoria Street Karte                                                 | Bürogebäude einer Molkereikooperative                | n.a.           | 5. September 1985  | 4199   | 2    |
| weitere Bilder | Railway Bridge (Former)                                                   | Hamilton | Waikato River, die heutige Strassenbrücke (Claudelands Bridge) Karte      | ehemalige Eisenbahnbrücke, heute eine Strassenbrücke | 1881–1883      | 5. September 1985  | 4201   | 2    |
| BW             | Hamilton Hotel (Former)                                                   | Hamilton | 170-186 Victoria Street Karte                                             | Hotel                                                | n.a.           | 5. September 1985  | 4203   | 2    |
| BW             | St Peter's Hall                                                           | Hamilton | 55 Victoria Street Karte                                                  | Gemeindehalle                                        | n.a.           | 5. September 1985  | 4205   | 2    |
| BW             | St Peter's Cathedral (Anglican)                                           | Hamilton | 35-51 Victoria Street Karte                                               | Kirche, anglikanische                                | n.a.           | 5. September 1985  | 4206   | 2    |
| weitere Bilder | Hamilton Courthouse                                                       | Hamilton | Anglesea Street und Bridge Street Karte                                   | Gerichtsgebäude                                      | n.a.           | 5. September 1985  | 4207   | 2    |
| weitere Bilder | Band Rotunda                                                              | Hamilton | Grantham Street und Victoria Street Karte                                 | Musikpavillon                                        | 1916           | 5. September 1985  | 4208   | 2    |
| weitere Bilder | Hockin House Museum                                                       | Hamilton | Selwyn Street, Graham Park Karte                                          | Wohnhaus, heute Museum                               | n.a.           | 5. September 1985  | 4209   | 2    |
| BW             | Water Tower                                                               | Hamilton | 18 Ruakiwi Road Karte                                                     | Wasserturm                                           | n.a.           | 5. September 1985  | 4210   | 2    |
| BW             | Frankton Hotel                                                            | Hamilton | High Street und Commerce Street Karte                                     | Hotel                                                | n.a.           | 5. September 1985  | 4211   | 2    |
| BW             | Workers' Dwelling                                                         | Hamilton | 84 Forest Lake Road Karte                                                 | Arbeiterhaus                                         | n.a.           | 19. März 1986      | 4346   | 2    |
| BW             | Buffalo Hall                                                              | Hamilton | 7 Cook Street Karte                                                       | Werkstatt, heute Bar                                 | n.a.           | 5. September 1985  | 4456   | 2    |
| BW             | Signal Box                                                                | Hamilton | Tui Ave, Minogue Park Karte                                               | Signalwärterhaus                                     | n.a.           | 5. September 1985  | 4458   | 2    |
| BW             | Public Trust Building                                                     | Hamilton | 610-612 Victoria Street Karte                                             | Verwaltungsgebäude                                   | n.a.           | 13. Dezember 1990  | 4944   | 2    |
| BW             | Frankton Junction New Zealand Railways Institute                          | Hamilton | Kaka Street und Pukeko Street, Frankton (ursprünglich Moa Crescent) Karte | Gebäude einer Erholungseinrichtung für Eisenbahner   | 1920er         | 13. September 1990 | 5297   | 2    |
| BW             | Pascoe Building                                                           | Hamilton | Victoria Street und 5 Garden Place Karte                                  | Bürogebäude                                          | n.a.           | 13. Dezember 1990  | 5298   | 2    |
| weitere Bilder | Hamilton Post Office (Former)                                             | Hamilton | 132 Victoria Street Karte                                                 | Postamt, ehemaliges                                  | n.a.           | 13. Dezember 1990  | 5299   | 2    |
| BW             | Jolly House (Chateau Windemere)                                           | Hamilton | 39 Queen's Avenue, Frankton Karte                                         | Wohnhaus                                             | n.a.           | 13. Dezember 1990  | 5300   | 2    |
| weitere Bilder | Wesley Chambers                                                           | Hamilton | 237-257 Victoria Street Karte                                             | Bürogebäude                                          | n.a.           | 13. Dezember 1990  | 5301   | 2    |
| BW             | Cadman Parking Station (Former)                                           | Hamilton | 596 Victoria Street Karte                                                 | Bürogebäude                                          | n.a.           | 13. Dezember 1990  | 5302   | 2    |
| BW             | Grand Central Private Hotel                                               | Hamilton | 27 Hood Street Karte                                                      | Hotel                                                | n.a.           | 13. Dezember 1990  | 5310   | 2    |
| BW             | St Mary's Convent Chapel                                                  | Hamilton | 47 Clyde Street, Hamilton East Karte                                      | Kapelle                                              | n.a.           | 25. Februar 1993   | 5460   | 2    |
| BW             | Bishopscourt and Episcopal Chapel (Former)                                | Hamilton | 28 Pembroke Street und Clarence Street Karte                              | Kapelle                                              | 1912 (Entwurf) | 30. April 2010     | 7801   | 2    |
| BW             | Office of the Waikato District Hospital and Charitable Aid Board (Former) | Hamilton | 17a, 17b Hood Street Karte                                                | Bürogebäude                                          | 1903           | 26. Juni 2009      | 9279   | 2    |
| BW             | Frankton Junction Railway Settlement Historic Area                        | Hamilton | Frankton Karte                                                            | Eisenbahnersiedlung                                  | 1920er, frühe  | 27. Oktober 1994   | 7014   | HA   |